# Masahiko Tanaka
Masahiko Tanaka (jap. 田中 正彦 Tanaka Masahiko; ur. 1 października 1954) – japoński seiyū i aktor dubbingowy.

## Role głosowe
- 1998: Initial D – Kyoichi Sudo
- 2000: Hajime no Ippo – Ryo Mashiba
- 2001: Pokémon –
  - Suicune,
  - Mukuge Tsuwabuki (Joseph Stone),
  - Hamaguri (Master Hamm),
  - Iwao (Ian),
  - Doktor Imori (Profesor Icarus)
- 2001: Digimon Tamers – Mihiramon
- 2001: Król szamanów –
  - Bokutō no Ryū,
  - Mohamed „Turbine” Tabarsi
- 2002: Full Metal Panic – Gauron
- 2003: Naruto – Czwarty Kazekage
- 2004: Monster – doktor Boyer
- 2006: Black Lagoon – kapitan
- 2011: Pamiętnik przyszłości – Keigo Kurusu
- 2011: Tiger & Bunny – Muramasa Kaburagi
- 2012: Naruto Shippūden – Czwarty Kazekage
- 2013: Atak Tytanów – Dot Pixis